# Saison 1949-1950 de la LIH
Saison précédente Saison suivante
La saison 1949-1950 est la cinquième saison de la ligue internationale de hockey.
Les Maroons de Chatham remportent la Coupe Turner en battant les Sailors de Sarnia en série éliminatoire.

## Saison régulière
Six équipes quittent la ligue avant le début de cette cinquième saison : les Mercurys de Toledo et les Clarks de Milwaukee rejoignent la Eastern Hockey League, les Blades de Louisville quittent pour la United States Hockey League alors que les Bright's Goodyears de Détroit, les Jerry Lynch de Détroit, les Flyers de Muncie et les Americans d'Akron doivent cesser leurs activités en raison de difficultés financières. La ligue retourne alors à une seule division.
Deux nouvelles équipes joignent la ligue, soit les Sailors de Sarnia et les Maroons de Chatham. Les Hettche Spitfires de Windsor quant à eux déménagent et deviennent les Hettche de Détroit.

### Classement de la saison régulière
| Clt   | Équipe                 | PJ | V  | D  | N | BP  | BC  | Pts |
| ----- | ---------------------- | -- | -- | -- | - | --- | --- | --- |
| +001, | Sailors de Sarnia      | 40 | 26 | 11 | 3 | 219 | 136 | 55  |
| +002, | Auto Club de Détroit   | 40 | 19 | 14 | 7 | 170 | 139 | 45  |
| +003, | Maroons de Chatham     | 40 | 19 | 18 | 3 | 152 | 148 | 41  |
| +004, | Hettche de Détroit     | 40 | 15 | 21 | 4 | 157 | 191 | 34  |
| +005, | Ryan Cretes de Windsor | 40 | 10 | 25 | 5 | 152 | 236 | 25  |

- Champion de la saison régulière
- Qualifié pour les séries éliminatoires

### Meilleurs pointeurs
| Joueur        | Équipe    | PJ | B  | A  | Pts | Pun |
| ------------- | --------- | -- | -- | -- | --- | --- |
| Dick Kowcinak | Sarnia    | 38 | 25 | 58 | 83  | 18  |
| Ted Garvin    | Sarnia    | 39 | 42 | 38 | 80  | 25  |
| Walt Gacek    | Auto Club | 40 | 22 | 32 | 54  | 20  |
| Edward Joss   | Hettche   | 34 | 25 | 27 | 52  | 69  |
| Allan Renfrew | Auto Club | 40 | 19 | 27 | 46  | 79  |
| Danny Horeck  | Windsor   | 40 | 24 | 19 | 43  | 37  |
| Leo Dodds     | Sarnia    | 37 | 17 | 25 | 42  | 25  |
| Stu Cousins   | Sarnia    | 32 | 21 | 20 | 41  | 10  |
| George Chin   | Chatham   | 38 | 18 | 22 | 40  | 6   |
| Pat Cooney    | Chatham   | 40 | 25 | 13 | 38  | 24  |

## Séries éliminatoires
Les séries éliminatoires se déroule du 20 mars au 15 avril. Les vainqueurs des demi-finales s'affrontent pour l'obtention de la Coupe Turner.

### Tableau
|  | Demi-finales         | Demi-finales       |                   |   | Finale | Finale |
|  | Demi-finales         | Demi-finales       |                   |   | Finale | Finale |
|  |                      |                    |                   |   |        |        |
|  |                      |                    |                   |   |        |        |
|  |                      |                    |                   |   |        |        |
|  | Sailors de Sarnia    | 3                  |                   |   |        |        |
|  | Sailors de Sarnia    | 3                  |                   |   |        |        |
|  | Hettche de Détroit   | 0                  |                   |   |        |        |
|  | Hettche de Détroit   | 0                  | Sailors de Sarnia | 3 |        |        |
|  |                      |                    | Sailors de Sarnia | 3 |        |        |
|  |                      | Maroons de Chatham | 4                 |   |        |        |
|  | Auto Club de Détroit | Maroons de Chatham | 4                 | 1 |        |        |
|  | Auto Club de Détroit |                    |                   | 1 |        |        |
|  | Maroons de Chatham   | 3                  |                   |   |        |        |
|  | Maroons de Chatham   | 3                  |                   |   |        |        |

### Demi-finales
Pour les demi-finales, l'équipe ayant terminé au premier rang lors de la saison régulière, les Sailors de Sarnia, affrontent l'équipe ayant terminé quatrième, le Hettche de Détroit, puis celle ayant fini deuxième, l'Auto Club de Détroit, fait face à l'équipe ayant pris la troisième place, les Maroons de Chatham. Pour remporter les demi-finales, les équipes doivent obtenir trois victoires.
| Date    | Équipe à domicile  | Score | Équipe visiteuse   |
| ------- | ------------------ | ----- | ------------------ |
| 20 mars | Hettche de Détroit | 2-4   | Sailors de Sarnia  |
| 22 mars | Sailors de Sarnia  | 8-3   | Hettche de Détroit |
| 25 mars | Sailors de Sarnia  | 7-3   | Hettche de Détroit |

Les Sailors de Sarnia remportent la série 3 victoires à 0.
| Date    | Équipe à domicile    | Score | Équipe visiteuse     |
| ------- | -------------------- | ----- | -------------------- |
| 20 mars | Auto Club de Détroit | 2-5   | Maroons de Chatham   |
| 22 mars | Maroons de Chatham   | 5-4   | Auto Club de Détroit |
| 24 mars | Maroons de Chatham   | 1-3   | Auto Club de Détroit |
| 25 mars | Auto Club de Détroit | 2-3   | Maroons de Chatham   |

Les Maroons de Chatham remportent la série 3 victoires à 1.

### Finales
La finale oppose les vainqueurs de leur série respectives, les Sailors de Sarnia et les Maroons de Chatham. Pour remporter la finale les équipes doivent obtenir quatre victoires.
| Date      | Équipe à domicile  | Score   | Équipe visiteuse   |
| --------- | ------------------ | ------- | ------------------ |
| 1er avril | Sailors de Sarnia  | 7-3     | Maroons de Chatham |
| 5 avril   | Maroons de Chatham | 3-4 (P) | Sailors de Sarnia  |
| 7 avril   | Maroons de Chatham | 6-5 (P) | Sailors de Sarnia  |
| 8 avril   | Sailors de Sarnia  | 1-4     | Maroons de Chatham |
| 10 avril  | Sailors de Sarnia  | 6-0     | Maroons de Chatham |
| 12 avril  | Maroons de Chatham | 4-2     | Sailors de Sarnia  |
| 15 avril  | Sailors de Sarnia  | 3-4     | Maroons de Chatham |

Les Maroons de Chatham remportent la série 4 victoires à 3.

### Effectifs de l'équipe championne
Voici l'effectif des Maroons de Chatham, champion de la Coupe Turner 1950:
- Entraineur : Bob Stoddart, Pete Leminski (adjoint).
- Joueurs : Monty Reynolds, Bob Stoddart, Al Plouffe, George Rebstock, Bill Becker, Earl Towers, Ed Didone, Paul Sironen, Billy Booth, Pat Cooney, Frank O'Hearn, Vic Niemi, George Chin, Lou Frapporti, Frank Uniac et Tom Jacques.

## Trophées remis
| Trophée               | Description                       | Vainqueur          |
| --------------------- | --------------------------------- | ------------------ |
| Coupe Turner          | Champion des séries éliminatoires | Maroons de Chatham |
| Trophée J.-P.-McGuire | Champion de la saison régulière   | Sailors de Sarnia  |

| Trophée                     | Description       | Vainqueur                           |
| --------------------------- | ----------------- | ----------------------------------- |
| Trophée George-H.-Wilkinson | Meilleur pointeur | Dick Kowcinak des Sailors de Sarnia |
| Trophée James-Gatschene     | Joueur MVP        | Dick Kowcinak des Sailors de Sarnia |

### Équipes d'étoiles
| Première équipe | Première équipe      | Position | Deuxième équipe       | Deuxième équipe      |
| Joueur          | Équipe               | Position | Joueur                | Équipe               |
| --------------- | -------------------- | -------- | --------------------- | -------------------- |
| Fred Sparks     | Auto Club de Détroit | G        | Monty Reynolds        | Maroons de Chatham   |
| Leo Dodds       | Sailors de Sarnia    | D        | John Drury            | Hettche de Détroit   |
| Al Plouffe      | Maroons de Chatham   | D        | Jeff Hillier          | Auto Club de Détroit |
| Stu Cousins     | Sailors de Sarnia    | AG       | Pat Cooney            | Sailors de Sarnia    |
| Dick Kowcinak   | Sailors de Sarnia    | C        | Edward « Eddie » Joss | Hettche de Détroit   |
| Ted Garvin      | Sailors de Sarnia    | AD       | Al Renfrew            | Auto Club de Détroit |